# 雲林縣西螺鎮廣興國民小學
23°46′01″N 120°27′29″E / 23.766963°N 120.458149°E
雲林縣西螺鎮廣興國民小學，簡稱廣興國小，為位於西螺鎮廣興聚落的一所國民小學，其歷史可追溯至1921年設立的埤頭埧公學校。

## 歷史
埤頭埧公學校的設立認可於1921年4月24日通過，設置於臺南州虎尾郡西螺街埤頭垻，為台灣人就讀的六年制公學校，其校舍最初借用頂湳部落的廟作為臨時校舍，在1922年3月8日位於埤頭埧281番地的的校舍完工後才遷至現址。其在1941年發布《國民學校令》後，改制為「埤頭埧國民學校」。
二戰後，1946年1月改名為「台南縣西螺鎮第三國民學校」。1947年1月改名為「台南縣西螺鎮廣興國民學校」。1950年10月二25日因行政區域調整，校名改為「雲林縣西螺鎮廣興國民學校」。1968年8月實施九年國民義務教育後更名為「雲林縣西螺鎮廣興國民小學」至今。

## 神社

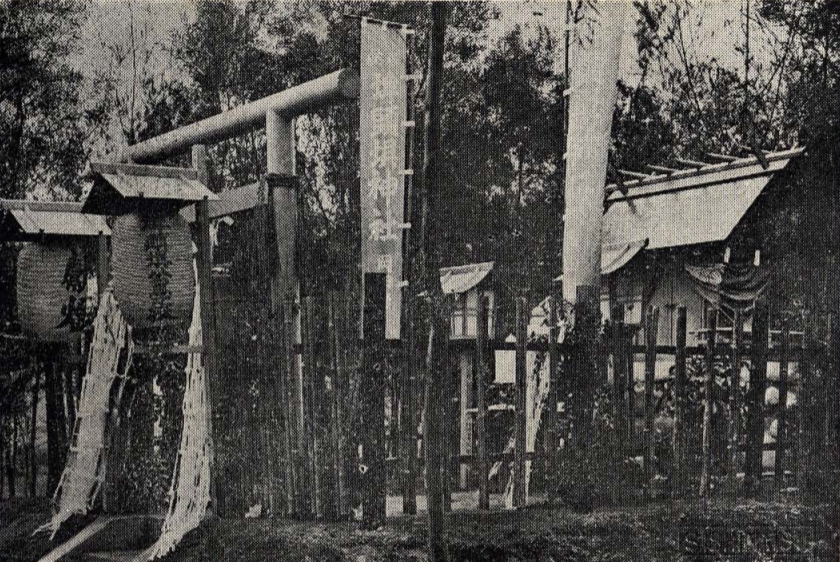
埤頭埧公學校校內社

埤頭埧公學校的校園內曾有設立校內神社，其設立時間不晚於1936年。此神社在戰後改為校內的兒童遊樂場，只剩下其鳥居仍保留著，改為立有「兒童樂園」四字的牌坊。